# Стенли Роуз
Сър Стенли Форд Роуз (на английски: Sir Stanley Ford Rous) е бивш английски футболен съдия, футболен фунционер и шестият президент на ФИФА (1961 – 1974). Роден е на 25 април 1895 г. в Мътфорд, умира на 18 юли 1986 в Гилдфорд.

## Биография
Първоначално Стенли Роуз работи като учител по физическо възпитание и едновременно с това играе футбол на аматьорско ниво като вратар. През 1927 г. става футболен съдия, свирейки 36 международни срещи, както и мачове предимно от Втора и Трета английска дивизия. На 28 април 1934 г. свири финала за ФА Къп, а ден по-късно се оттегля от съдийството. В периода 1934 – 1962 е секретар на Футболната асоциация. В годините, когато е президент на ФИФА той нерядко е критикуван затова, че управлението му облагодетелства европейския футбол, особено от страна на Африканската футболна конфедерация във връзка с дебата за квотите за Световните първенства по футбол (между 1938 и 1966 г. никой африкански отбор не участва на СП). След като се оттегля от поста президент на ФИФА на 11 юни 1974 г., Роуз бива обявен за почетен президент на ФИФА.
През 1938 г. Роуз допринася много за развитието на футбола като пренаписва Правилата на футболната игра, правейки ги по-прости и по-лесни за разбиране. Освен това той налага и Диагоналната система за контрол на футболната игра като стандартна практика. Това е системата за позициониране на главния съдия и неговите асистенти – двамата странични рефери се придвижват по дължината на половината игрище, разположени диагонално един срещу друг, а главният съдия покрива целият терен, придвижвайки се по диагонал от едната към другата „непокрита“ от асистентите тъчлиния.